# تالستان
تالستان (به ترکی آذربایجانی: Talıstan) یک منطقهٔ مسکونی در جمهوری آذربایجان است که در شهرستان اسماعیللی واقع شده‌است. تالستان ۲٬۱۸۳ نفر جمعیت دارد.